# Medalla Britànica de la Guerra 1914-20
La medalla de la guerra britànica és una medalla de campanya del Regne Unit que es va concedir a oficials, sotsoficials, tropa i dones de les forces britàniques i imperials pel servei a la Primera Guerra Mundial. Es van produir dues versions de la medalla. Uns 6,5 milions van ser encunyades en plata i 110.000 en bronze, aquesta última atorgada, entre d'altres, als cossos de treball xinesos, maltesos i indis.

## Institució
La medalla de guerra britànica es va instituir el 26 de juliol de 1919 per atorgar-se a aquells que havien prestat servei entre el 5 d'agost de 1914, l'endemà de la declaració de guerra britànica contra l'Imperi alemany, i l'armistici de l'11 de novembre de 1918, ambdues dates incloses. Es va considerar l'atorgament de fermalls per commemorar certes batalles i teatres d'operacions i es van proposar uns 68 fermalls per als destinataris navals i 79 per a l'Exèrcit. Mentre que els fermalls navals estaven autoritzats i impresos a l'Ordre Setmanal de l'Almirallat 2051 d'agost de 1920, no se'n va adjudicar cap i la idea va ser abandonada el 1923 per un cost excessiu.

## Criteris d'adjudicació
La medalla de guerra britànica es va atorgar a tots els oficials i homes de les forces britàniques i imperials que havien servit durant un període prescrit durant qualsevol etapa de la guerra, o que havien mort en servei actiu abans de la finalització d'aquest període. Posteriorment, l'elegibilitat es va ampliar per cobrir el servei el 1919 i el 1920 en la neteja de mines al mar, així com la participació en operacions al nord i al sud de Rússia, la regió bàltica oriental, Sibèria, el mar Negre i el mar Caspi, durant la intervenció aliada al Guerra Civil Russa.

### Marina
Per a la Royal Navy, els Royal Marines i les forces navals del domini i colonials, els criteris eren 28 dies de servei mobilitzat, sense necessitat de servei a l'estranger. La medalla es va lliurar als familiars més propers de totes les baixes, incloses les que van morir abans de la finalització d'aquest període de 28 dies. La medalla també es va atorgar, amb els mateixos criteris, a membres del Servei Naval Reial de Dones, a membres del Servei d'Infermeria Reial Naval de la Reina Alexandra i de la Reserva del Servei d'Infermeria del Reial Naval, i a una sèrie de personal no naval que va servir al vaixells de la Royal Navy, com cantina i personal mèdic. Això es va comunicar mitjançant l'Ordre Mensual de l'Almirallat 3973 de 1919.

### Exèrcit
Els oficials i els homes de l'exèrcit britànic, incloses les forces del domini i les colonials, havien d'haver entrat en un teatre de guerra actiu o haver abandonat el Regne Unit per al servei a l'estranger entre el 5 d'agost de 1914 i l'11 de novembre de 1918 i haver complert 28 dies de servei mobilitzat. La medalla també s'atorgava en cas de defunció en servei actiu abans de la finalització del període establert. Els mateixos criteris d'elegibilitat s'aplicaven als membres de les Forces Auxiliars de Dones i al personal d'hospitals militars oficialment reconeguts i als membres d'organitzacions reconegudes com la Creu Roja Britànica i l'orde de Sant Joan que realment atenien els malalts i ferits. Això es va comunicar mitjançant l'Ordre de l'exèrcit 266 de 1919.

### Força Aèria
Per a les Forces Aèries, el Royal Naval Air Service i el Royal Flying Corps, que es van fusionar en la nova Royal Air Force l'1 d'abril de 1918, l'elegibilitat era generalment la mateixa que per a l'exèrcit britànic. Requeria servei a l'estranger, però els membres de les Forces Aèries que havien vist combats mentre estaven basats al Regne Unit, que havien transportat avions a França o que havien servit en vaixells que transportaven avions eren elegibles per a l'atorgament de la medalla. Això es va comunicar a través de l'Ordre Setmanal 888 del Ministeri de l'Aire del 7 d'agost de 1919.

### Marina Mercantil
Els mariners mercants es van qualificar per a la Medalla de Guerra Britànica a més de la Medalla de Guerra de la Marina Mercant si havien servit al mar durant no menys de sis mesos entre el 5 d'agost de 1914 i l'11 de novembre de 1918, o havien fet un o més viatges per una zona de perill. No hi havia un període mínim de qualificació per als assassinats o incapacitats per l'acció de l'enemic o fets presoners. També podien qualificar-se homes que servien en oficis costaners, com ara pilots, pescadors i tripulacions de vaixells far i correus.

## Descripció
La medalla, encunyada per la Royal Mint, és un disc de plata o bronze, de 36 mil·límetres (1,4 polzades) de diàmetre, amb un tirant de tancament recte sense giratori.
Anvers
L'anvers mostra l'efígie a cap descobert de Sir Bertram Mackennal del rei Jordi V mirant cap a l'esquerra, amb la llegenda "GEORGIVS V BRITT: OMN: REX ET IND: IMP:" (Jordi V, rei de totes les illes britàniques i emperador de l'Índia).
Revers
El revers, dissenyat per William McMillan, mostra Sant Jordi nu a cavall i armat amb una espasa curta, una al·legoria de la força física i mental que va aconseguir la victòria sobre el prussianisme. El cavall trepitja l'escut de l'àguila prusiana i els emblemes de la mort, una calavera i ossos creuats. Al fons hi ha les ones de l'oceà i just fora del centre, prop de la vora superior dreta, hi ha el sol sortit de la Victòria. Els anys "1914" i "1918" apareixen al perímetre als camps esquerre i dret respectivament.
Nom
El nom, el rang, el número de servei i la unitat del destinatari estan impresos a la vora inferior de la medalla. En les medalles concedides als oficials de l'exèrcit, amb l'excepció de l'Artilleria Reial, es va ometre el nom del regiment o cos. No es dóna cap nom de vaixell al personal naval, amb l'excepció de les medalles al personal de Nova Zelanda.
Cinta
La cinta de seda regada fa 32 mil·límetres (1,25 polzades) d'amplada, amb una banda blau reial de 3 mil·límetres d'amplada, una banda negra de 2 mil·límetres d'amplada i una banda blanca de 3 mil·límetres, repetida en ordre invers i separada per una banda taronja de 16 mil·límetres d'amplada. No es creu que els colors tinguin cap significat simbòlic particular.

## Destinataris
Si bé tots els destinataris de l'Estrella de 1914, l'Estrella de 1914-15 i la  Medalla de la Victòria 1914-1918 es qualificaven d'ofici per a la Medalla de la Guerra Britànica, la Medalla de la Guerra Britànica es podria atorgar sols, per exemple als membres de la Royal Navy que van ser mobilitzats durant 28 dies però que no van continuar. a una zona de guerra, i als soldats britànics que van prestar servei a l'estranger però no en un teatre de guerra, inclòs el servei de guarnició a l'Índia.
Es van atorgar unes 6.610.000 medalles, 6.500.000 de plata i 110.000 de bronze. Les medalles de bronze van ser concedides als cossos de treball xinesos, maltesos, egipcis, indis i altres, el Cos de Mules de Macedònia i a altres personals nadius mobilitzats per al servei de guerra i que rebien tarifes militars.
En total es van concedir 427.993 medalles als canadencs que van servir a la Força Expedicionària Canadenca.

## Sobrenoms
El trio de medalles de la Primera Guerra Mundial, una de l'Estrella de 1914 o l'Estrella de 1914-15, la Medalla de la Guerra Britànica i la Medalla de la Victòria , van ser denominades col·lectivament irreverentment com Pip, Squeak and Wilfred, després de tres personatges de còmics, un gos, un pingüí i un conill, que van ser populars a la immediata postguerra. Pip representava qualsevol de les dues estrelles, Squeak la medalla de la guerra britànica i Wilfred la medalla de la victòria.
De la mateixa manera, quan només es porten juntes la medalla de la guerra britànica i la medalla de la victòria, s'anomenava la parella Mutt and Jeff.

## Orde de lluïment
L'orde de lluïment de les estrelles de campanya i medalles de la Primera Guerra Mundial és com segueix:
| Estrella de 1914 | Estrella de 1914-15 | Medalla Britànica de la Guerra | Medalla de Guerra de la Marina Mercant de la Guerra | Medalla de la Victòria | Medalla de Guerra de la Força Territorial |

### Sud-àfrica
El 6 d'abril de 1952, la Unió de Sud-àfrica va instituir la seva pròpia gamma de condecoracions i medalles militars. Aquests nous premis es van portar abans de totes les condecoracions i medalles britàniques anteriors concedides als sud-africans, amb l'excepció de la Creu Victòria, que encara tenia prioritat abans de tots els altres premis. Les medalles de la Primera Guerra Mundial concedides als sud-africans tenen el següent orde de precedència: .
| Estrella de 1914-15 | Medalla Britànica de la Guerra | Medalla de la Victòria |